# Etagekornel
Etagekornel (Cornus controversa), ofte skrevet etage-kornel, er en stor, løvfældende busk med en særpræget vækstform. 

## Beskrivelse
Hovedgrenene er oprette, mens sidegrenene er vandrette i tydeligt adskilte etager. Barken er først glat og rødviolet (lysegrøn på skyggesiden) med et tyndt lag blå dug, senere bliver den rødbrun med få, lyse korkporer, og til sidst er den grå og stribet. Knopperne er spredte, bittesmå (bortset fra endeknopperne), røde, glatte og runde. 
Bladene er bredt elliptiske med tydelig spids og hel rand. Oversiden er skinnende mørkegrøn, mens undersiden er blåhvid. Høstfarven er gul eller orange. Blomsterne ses i juli. De er hvide og sidder i flade halvskærme. Frugterne findes i store mængder, og de er kuglerunde og sorte med blålig dug. Frøene modner sjældent i Danmark.
Rodnettet består af højtliggende og tætforgrenede, fine rødder. Det kan vare 5-10 år eller mere, før man ser de første blomster. Blomsterne har en fin, krydret duft, som minder lidt om hyldeblomsters.
Højde x bredde og årlig tilvækst: 8 x 4 m (20 x 10 cm/år). Målene kan anvendes ved udplantning.

## Hjemsted
Etagekornel findes i de blandede løvskove på bjergene i Kina, Korea og Japan. Her optræder de som underskov eller skovbryn på fugtig humusjord. Kyoto Univesitets løvfældende skov, Ashiu Experimental Forest, nær byen Miyama i Kyoto præfekturet, Japan, er domineret af Fagus crenata, og her vokser etagekornel sammen med bl.a. ellebladet løn, epaulettræ, fujikirsebær, fujiyamaprydæble, japansk blåregn, japansk bøg, japansk konvalbusk, japansk løn, japansk pieris, japansk snebolle, japansk troldnød, koreakornel, monoløn, Quercus mongolica (en art af eg), Rhus trichocarpa (en art af sumak) og viftebladet løn
- Blomsterstande

## Note
1. ↑  Takashi Osono: Fungal Decomposition of Leaf Litter in a Cool Temperate Forest Arkiveret 31. marts 2017 hos  Wayback Machine (engelsk)

| Portal | Portal:Botanik |